# Tri-Crescendo
株式會社tri-Crescendo（tri-Crescendo Inc.）是一間電子遊戲軟件開發公司，於1999年2月成立。現時總社位於東京都目黑區。主要進行tri-Ace遊戲音樂相關的開發，現在亦有獨自開發遊戲。

## 沿革
tri-Crescendo由隸屬tri-Ace的初芝弘也成為代表成立，資本為1000萬日元。工作人員總數40名（2006年4月現在，除去幹事）。於2002年在年目黑區開設開發室，2004年總社也遷移至目黑區。
與tri-Ace有很多共同開發，但不是tri-Ace的子公司而是獨立的公司，所以亦有跟其他公司合作。

## 概要
tri-Crescendo成立後，從「女神戰記」開始，tri-Ace開發遊戲的音樂部分都由tri-Crescendo開發。2002年與MONOLITHSOFT共同開發「Baten Kaitos系列」。在這個作品中，tri-Crescendo除了負責音樂之外，還負責戰鬥程式及系統等。
「信賴鈴音 ~蕭邦之夢~」就是第一款獨自開發的遊戲。

## 開發作品

### 獨自開發
- 信賴鈴音 ~蕭邦之夢~

### MONOLITHSOFT共同開發
- 霸天开拓史 無終之翼與失落的海洋
- 霸天开拓史II 開端之翼與諸神的嗣子

### 音樂部分的開發
- 女神戰記
- 星海遊俠 Blue Sphere
- 星海遊俠 Till the End of Time
- 星海遊俠 Till the End of Time Director's Cut
- Radiata Stories
- 女神戰記2：希爾梅莉亞
- The FEAR

## 外部連結
- （日語）株式會社tri-Crescendo官方網站（页面存档备份，存于）